# Kamil Semeniuk
Kamil Semeniuk (Kędzierzyn-Koźle, 16 de julho de 1996) é um jogador de voleibol polonês que atua na posição de ponteiro.

## Carreira

### Clube
Natural de Kędzierzyn-Koźle, Semeniuk ingressou em 2012 no setor juvenil do ZAKSA Kędzierzyn-Koźle, equipe de sua cidade natal, estreando na equipe principal na temporada 2015–16, onde o clube conquistou o título nacional; no mesmo ano, ainda envolvido na liga juvenil, o jovem ponteiro terminou em quarto lugar, sendo eleito o melhor jogador do campeonato. A partir do campeonato seguinte, foi promovido à equipe principal a título definitivo, conquistando mais um campeonato e uma Copa da Polônia.
Na temporada 2018–19 o ponteiro foi emprestado ao Warta Zawiercie, ainda na primeira divisão polonesa, retornando ao ZAKSA Kędzierzyn-Koźle no ano seguinte, por onde ganhou duas edições da Supercopa Polonesa, duas Copas da Polônia e uma Liga dos Campeões.
Na temporada 2021–22 voltou a levantar mais três taças pelo atual clube: um título da Copa da Polônia, o Campeonato Polonês e mais uma taça da Liga dos Campeões, tendo sido eleito o melhor jogador nesses dois últimos. Ao término da temporada, o polonês assinou contrato com o Sir Safety Susa Perugia para estrear no voleibol italiano.

### Seleção
Semeniuk disputou a terceira edição do Campeonato Mundial Sub-23, terminando na 9ª colocação. Depois de ter disputado a Universíada de 2019, onde terminou em segundo lugar, em 2021 estreou na seleção adulta polonesa, conquistando a medalha de prata na Liga das Nações e a medalha de bronze no Campeonato Europeu; além de ter disputado a primeira olimpíada de sua carreira, terminando na quinta colocação nos Jogos Olímpicos de Tóquio.
Em 2022 foi vice-campeão no Campeonato Mundial ao perder a final para a seleção italiana.
Na decisão do Campeonato Europeu de 2023, Semeniuk, junto à seleção polonesa, derrotou a seleção da Itália por 3–0 e conquistou o inédito título do Campeonato Europeu de sua carreira.

## Títulos
ZAKSA Kędzierzyn-Koźle
- Liga dos Campeões: 2021–22
- Campeonato Polonês: 2015–16, 2016–17, 2021–22
- Copa da Polônia: 2016–17, 2020–21, 2021–22
- Supercopa Polonesa: 2019, 2020

Sir Safety Perugia
- Mundial de Clubes: 2022, 2023
- Campeonato Italiano: 2023–24
- Copa Itália: 2023–24
- Supercopa Italiana: 2022, 2023, 2024

## Clubes
| Anos      | Clube                  |
| --------- | ---------------------- |
| 2015–2018 | ZAKSA Kędzierzyn-Koźle |
| 2018–2019 | Warta Zawiercie        |
| 2019–2022 | ZAKSA Kędzierzyn-Koźle |
| 2022–     | Sir Susa Vim Perugia   |

## Prêmios individuais
- 2021: Copa da Polônia – MVP
- 2022: Liga dos Campeões – MVP
- 2022: Campeonato Mundial – Melhor ponteiro
- 2024: Torneio Hubert Jerzeg Wagner – MVP